# Polígon industrial de l'Estany

El Polígon industrial de l'Estany, respecte del terme de l'Estany

El Polígon industrial de l'Estany és el nom de l'únic polígon industrial existent en el terme municipal de l'Estany, a la comarca del Moianès.
Està situat a l'esquerra de la Riera de l'Estany, i en el costat de llevant de la carretera C-59. És al nord del nucli urbà de l'Estany, al costat est del punt quilomètric 47,4 de la carretera esmentada. Es troba al nord-oest de la Sauleda, a ponent del Tancat dels Frares, al nord-est de la Fàbrega i a migdia del Camp Roqueta.
És un polígon petit, constituït per una desena de naus industrials, sense un carrer que n'unifiqui els accessos.